# 接触序
蛋白质的接触序(contact order,CO)是蛋白质天然状态三级结构中氨基酸间接触位置的量度。它计算方法为折叠蛋白质中形成天然接触的残基之间的平均序列距离除以蛋白质的总长度。较高的接触序表示较长的折叠时间, 并且低接触阶数已被建议作为潜在下坡折叠或在没有自由能垒的情况下发生的蛋白质折叠的预测指标。CO模型的提出表明蛋白质的折叠速率主要由它的天然态结构 (native state) 所决定。一般来说, α螺旋蛋白要比β蛋白折叠得快，用CO的理论解释是因为α螺旋蛋白中含有大量的局部有效接触，所以有较低的CO值、较高的折叠速率。接触序的理论说明, 折叠成有效接触多的三维结构, 这样的蛋白质三维结构能量更稳定, 折叠速率快。
接触序 (CO) 的正式定义为：
{\displaystyle CO={1 \over {L\cdot N}}\sum ^{N}\Delta S_{i,j}}
其中N是接触总数，Δ Si,j是序列分离，即在氨基酸残基i和j之间的序列差， L是蛋白质中的残基总数。对于单结构域蛋白质，接触序的值通常在 5% 到 25% 之间，较低的接触序主要属于螺旋蛋白质，较高的接触序属于具有高 β-片层含量的蛋白质。
蛋白质结构预测方法在预测具有低接触序的蛋白质结构方面更准确。这可能部分是因为低接触序的蛋白质往往很小，但可能是由于在最小化能量函数的全局优化过程中要考虑的可能的远程残基-残基相互作用的数量较少。与在实验确定的蛋白质结构中观察到的分布相比，即使是Rosetta方法等成功的结构预测方法也会过度产生低接触阶结构预测。
原生折叠接触序的百分比也可用作折叠过渡状态“原生性”的量度。结合分子动力学的Phi 值分析产生了过渡态模型，其接触序接近于小且快速折叠的蛋白质中的折叠状态。此外，过渡状态下的接触序以及原始状态下的接触序与整体折叠时间高度相关。
除了它们在结构预测中的作用外，还可以根据序列比对接触序本身进行预测，这可用于对与已知序列具有某种程度同源性的新序列的折叠进行分类。 